# Ramon Villena
Ramon Barrera Villena (ur. 16 marca 1939 w Reina Mercedes) – filipiński duchowny rzymskokatolicki, w latach 1986-2016 biskup Bayombong.

## Życiorys
Święcenia kapłańskie przyjął 30 marca 1963. 16 marca 1982 został prekonizowany biskupem pomocniczym Tagum ze stolicą tytularną Tucci. Sakrę biskupią otrzymał 2 lipca 1982. 17 sierpnia 1985 został mianowany biskupem koadiutorem Bayombong. 15 września 1986 objął urząd biskupa diecezjalnego. 28 maja 2016 przeszedł na emeryturę.